# Castelo de Reichenstein (Kientzheim)

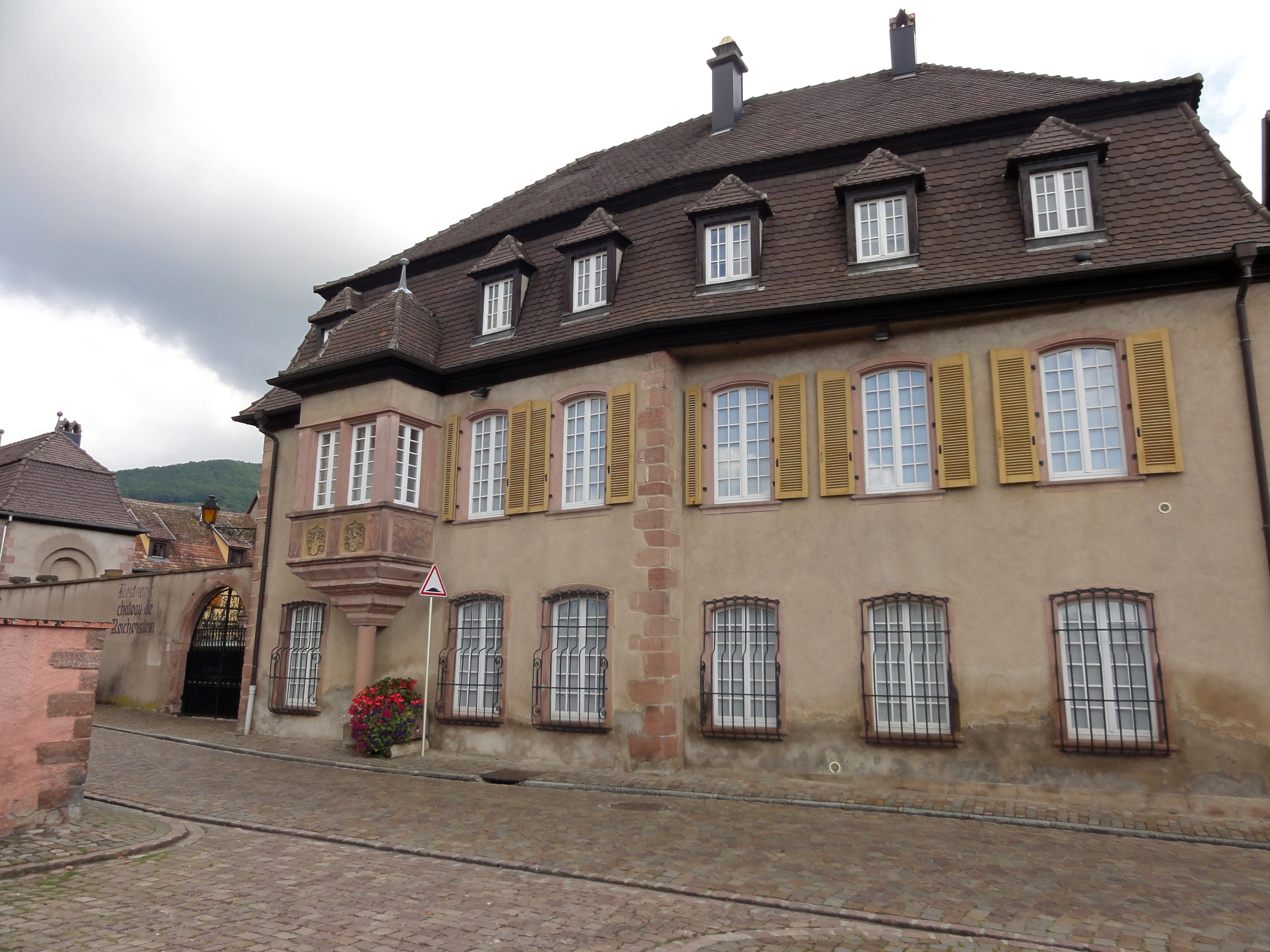
Fachada do Château de Reichenstein

Château de Reichenstein é um château na comuna de Kientzheim, no departamento de Haut-Rhin, Alsácia, França. É classificado como um monumento histórico desde 1996.